# Halina Kalmanowicz
Halina Kalmanowicz (ur. ok. 1914 w Wilnie, zm. 1941 lub 1942 w Wilnie?) – polska pianistka żydowskiego pochodzenia.

## Życiorys
Urodziła się w Wilnie w rodzinie żydowskiej. Gry na fortepianie uczyła się w Wileńskim Konserwatorium Muzycznym w klasie profesor Cecyli Krawer, które ukończyła z odznaczeniem. Następnie studiowała w Berlinie u profesora L.Kreutzera, w Wiedniu w profesora Weingartena a po powrocie do Polski studiowała w Konserwatorium Warszawskim w klasie fortepianu u Zbigniewa Drzewieckiego. W 1937 roku rozpoczęła studia pianistyczne u Emila von Sauera w Wiedniu. 
W 1932 wzięła udział w II Międzynarodowym Konkursie Pianistycznym im. Fryderyka Chopina, jednak nie dotarła do finału. Później występowała na koncertach organizowanych przez Organizację Ruchu Muzycznego. W 1937 wzięła udział w III Międzynarodowym Konkursie Pianistycznym im. Fryderyka Chopina, na którym zdobyła XIII nagrodę. Od tego czasu do wybuchu II wojny światowej aktywnie koncertowała na terenie Polski oraz brała udział w koncertach organizowanych przez Polskie Towarzystwo Muzyki Współczesnej. Po wybuchu wojny pozostała w Wilnie. W 1941 roku została przesiedlona do wileńskiego getta, gdzie prawdopodobnie została zamordowana. 
W jej repertuarze były utwory m.in. Karola Szymanowskiego oraz Fryderyka Chopina.